# La Pesquera (Laredo)
La Pesquera es una localidad del municipio de Laredo (Cantabria, España). En el año 2008 contaba con una población de 310 habitantes (INE). La localidad se encuentra a 5 metros de altitud sobre el nivel del mar, y a 1,5 kilómetros de la capital municipal, Laredo.
- Datos: Q5964796